# 孟买港
孟买港是印度重要的深水港，位于乌拉斯河河口。该港历史悠久，在印度经济中占有重要地位，承担了全国10%的海上贸易量、19%的装货港流量。
1668年，孟买港和邻近岛屿移交给英属东印度公司，海关大楼、仓库、船坞的发展由公司负责。1813年，议会通过法案取缔了东印度公司的垄断，港口贸易得以迅猛发展。1873年成立港口管委会，管理孟买港一切事物。1869年苏伊士运河开凿后，印度的海上贸易向西海岸转移，孟买港成为印度的主要门户。1875年兴建了第一座湿坞。1904年-1914年兴建了全港最现代化的船坞亚历山大坞（1972年改称英迪拉坞）。1952年起又兴建了数个石油码头。